# Combiné alpin femmes des championnats du monde de ski alpin 2021
Navigation
Édition précédente Édition suivante
Le Combiné femmes des championnats du monde de ski alpin 2021, a lieu le 15 février, alors qu'il était initialement planifié le 8 février. Il est disputé comme pour les hommes selon une nouvelle formule. D'une part, il débute par un Super-G et non une descente. D'autre part, les concurrents s'élancent en slalom dans l'ordre du classement de l'épreuve de vitesse, et non dans celui des 30 premiers inversés. 
Pour sa première participation à cette épreuve, Mikaela Shiffrin remporte son premier titre de Championne du monde du combiné. Après avoir terminé troisième du Super-G, elle signe le meilleur temps du slalom en creusant de gros écarts (2e temps entre les piquets serrés, Petra Vlhová est à plus d'une demi-seconde). C'est sa sixième médaille d'or aux Mondiaux et son neuvième podium. Elle devient la plus décorée des skieurs américains aux championnats du monde, tous sexes confondus. Petra Vlhová, en tête du classement général de la Coupe du monde, la suit à 86/100e au total et la suissesse Michelle Gisin monte sur la dernière marche de ce podium de très haut niveau, à 89/100e,.

## Résultats
| Place              | Dossard | Nom                     | Pays                 | Super-G      | Place        | Slalom       | Place        | Total        | Écart        |
| ------------------ | ------- | ----------------------- | -------------------- | ------------ | ------------ | ------------ | ------------ | ------------ | ------------ |
| Médaille d'or      | 28      | Mikaela Shiffrin        | États-Unis           | 1:22.17      | 3            | 45.05        | 1            | 2:07.22      | —            |
| Médaille d'argent  | 26      | Petra Vlhová            | Slovaquie            | 1:22.51      | 7            | 45.57        | 2            | 2:08.08      | +0.86        |
| Médaille de bronze | 15      | Michelle Gisin          | Suisse               | 1:22.37      | 5            | 45.74        | 3            | 2:08.11      | +0.89        |
| 4                  | 17      | Elena Curtoni           | Italie               | 1:22.12      | 2            | 47.45        | 5            | 2:09.57      | +2.35        |
| 5                  | 13      | Ramona Siebenhofer      | Autriche             | 1:23.18      | 15           | 46.85        | 4            | 2:10.03      | +2.81        |
| 6                  | 3       | Marta Bassino           | Italie               | 1:23.01      | 12           | 47.75        | 7            | 2:10.76      | +3.54        |
| 7                  | 4       | Laura Gauché            | France               | 1:23.29      | 16           | 47.57        | 6            | 2:10.86      | +3.64        |
| 8                  | 5       | Ester Ledecká           | Tchéquie             | 1:22.27      | 4            | 49.07        | 10           | 2:11.34      | +4.12        |
| 9                  | 1       | Ragnhild Mowinckel      | Norvège              | 1:22.58      | 8            | 49.57        | 13           | 2:12.15      | +4.93        |
| 10                 | 19      | Maruša Ferk             | Slovénie             | 1:22.78      | 9            | 49.48        | 12           | 2:12.26      | +5.04        |
| 11                 | 11      | Franziska Gritsch       | Autriche             | 1:23.49      | 20           | 49.13        | 11           | 2:12.62      | +5.40        |
| 12                 | 31      | Maryna Gąsienica-Daniel | Pologne              | 1:24.20      | 23           | 48.83        | 9            | 2:13.03      | +5.81        |
| 13                 | 24      | Katharina Huber         | Autriche             | 1:26.08      | 30           | 48.30        | 8            | 2:14.38      | +7.16        |
| 14                 | 33      | Isabella Wright         | États-Unis           | 1:23.44      | 18           | 51.18        | 14           | 2:14.62      | +7.40        |
| 15                 | 21      | Greta Small             | Australie            | 1:24.76      | 25           | 51.41        | 15           | 2:16.17      | +8.95        |
| 16                 | 25      | Elvedina Muzaferija     | Bosnie-Herzégovine   | 1:24.80      | 26           | 51.41        | 15           | 2:16.21      | +8.99        |
| —                  | 7       | Federica Brignone       | Italie               | 1:22.11      | 1            | Abandon      | Abandon      | Abandon      | Abandon      |
| —                  | 23      | Kajsa Vickhoff Lie      | Norvège              | 1:22.43      | 6            | Abandon      | Abandon      | Abandon      | Abandon      |
| —                  | 16      | Jasmina Suter           | Suisse               | 1:22.78      | 9            | Abandon      | Abandon      | Abandon      | Abandon      |
| —                  | 20      | Marie-Michèle Gagnon    | Canada               | 1:22.79      | 11           | Abandon      | Abandon      | Abandon      | Abandon      |
| —                  | 10      | Valérie Grenier         | Canada               | 1:23.02      | 13           | Abandon      | Abandon      | Abandon      | Abandon      |
| —                  | 9       | Wendy Holdener          | Suisse               | 1:23.08      | 14           | Abandon      | Abandon      | Abandon      | Abandon      |
| —                  | 22      | Meta Hrovat             | Slovénie             | 1:23.39      | 17           | Abandon      | Abandon      | Abandon      | Abandon      |
| —                  | 6       | Priska Nufer            | Suisse               | 1:23.47      | 19           | Abandon      | Abandon      | Abandon      | Abandon      |
| —                  | 8       | Ariane Rädler           | Autriche             | 1:23.51      | 21           | Abandon      | Abandon      | Abandon      | Abandon      |
| —                  | 30      | Estelle Alphand         | Suède                | 1:24.05      | 22           | Abandon      | Abandon      | Abandon      | Abandon      |
| —                  | 32      | A J Hurt                | États-Unis           | 1:24.71      | 24           | Abandon      | Abandon      | Abandon      | Abandon      |
| —                  | 18      | Nevena Ignjatović       | Serbie               | 1:25.05      | 27           | Abandon      | Abandon      | Abandon      | Abandon      |
| —                  | 14      | Tifany Roux             | France               | 1:25.55      | 28           | Abandon      | Abandon      | Abandon      | Abandon      |
| —                  | 29      | Francesca Baruzzi       | Argentine            | 1:25.92      | 29           | Abandon      | Abandon      | Abandon      | Abandon      |
| —                  | 2       | Nadia Delago            | Italie               | Abandon      | Abandon      | Abandon      | Abandon      | Abandon      | Abandon      |
| —                  | 12      | Breezy Johnson          | États-Unis           | Abandon      | Abandon      | Abandon      | Abandon      | Abandon      | Abandon      |
| —                  | 34      | Noa Szőllős             | Israël               | Abandon      | Abandon      | Abandon      | Abandon      | Abandon      | Abandon      |
| —                  | 27      | Julia Pleshkova         | Fédération de Russie | Non partante | Non partante | Non partante | Non partante | Non partante | Non partante |